# Григорьев, Семён Вячеславович
Семён Вячесла́вович Григо́рьев (род. 1 июля 1960, Москва, РСФСР, СССР) — советский и российский дипломат. Чрезвычайный и полномочный посол (2019).

## Биография
Родился в 1960 году в Москве.
В 1983 году окончил факультет международных отношений МГИМО и в том же году назначен на дипломатическую службу в посольстве СССР в Демократической Республике Афганистан.
С 1987 по 1990 годы работал старшим референтом, атташе отдела/управления стран Среднего Востока МИД СССР.
С 1990 по 1997 годы трудился в должности третьего (позднее — второго и первого) секретаря в посольстве СССР/России в Иране.
С 1997 по 2000 годы — советник, начальник отдела Ирана в Третьем департаменте Азии МИД России.
С 2000 по 2001 годы работал политическим советником Миссии ОБСЕ в Таджикистане.
В 2001 году прошёл Программу ООН по миростроительству и превентивной дипломатии.
С 2001 по 2003 годы назначен на должность советника (позднее — начальника) отдела Ирана в Третьем департаменте Азии МИД России.
С 2003 по 2006 годы — заместитель директора Четвёртого департамента стран СНГ МИД России (курировал вопросы российско-грузинских отношений).
С 2006 по 2008 годы работал советником-посланником посольства России в Афганистане.
С февраля по декабрь 2008 года — заместитель директора Четвёртого департамента СНГ МИД России (вопросы Абхазии и Южной Осетии).
С 25 октября 2008 по 30 марта 2018 года — чрезвычайный и полномочный посол Российской Федерации в Республике Абхазия.
С 1 августа 2018 по август 2022 года — директор Департамента по связям с субъектами Федерации, парламентом и общественными объединениями МИД России.
С 16 августа 2022 года — чрезвычайный и полномочный посол Российской Федерации в Таджикистане.
Член Русского Географического Общества (2010).
Почётный профессор Абхазского государственного университета (1 ноября 2012 года).
Владеет персидским и английским языками.

## Дипломатический ранг
- Чрезвычайный и полномочный посланник 2 класса (14 марта 2006)[6].
- Чрезвычайный и полномочный посланник 1 класса (13 сентября 2010)[7].
- Чрезвычайный и полномочный посол (8 февраля 2019)[8].

## Награды
- Орден Почёта (9 июня 2023) — за большой вклад в реализацию внешнеполитического курса Российской Федерации и многолетнюю добросовестную дипломатическую службу[9].
- Орден Дружбы (26 ноября 2011) — за большой вклад в реализацию внешнеполитического курса Российской Федерации и многолетнюю добросовестную работу[10].
- Знак отличия «За безупречную службу» XXX лет (5 апреля 2017) — за вклад в реализацию внешнеполитического курса Российской Федерации и многолетнюю добросовестную работу[11].
- Благодарность президента Российской Федерации (6 февраля 2009) — за заслуги в реализации внешнеполитического курса Российской Федерации и многолетнюю безупречную дипломатическую службу[12].
- Орден «Честь и слава» I степени (Абхазия, 20 марта 2018) — за большой личный вклад в развитие межгосударственных отношений между Республикой Абхазия и Российской Федерацией, укрепление мира и безопасности[13].
- Орден «Честь и слава» II степени (Абхазия, 24 июня 2010) — за большие заслуги в укреплении дружбы народов России и Абхазии[14].
- Орден Святого благоверного князя Даниила Московского 3 степени (июнь 2020).
- Почётный работник МИД России (июнь 2020).
- Почётная грамота Центральной избирательной комиссии Российской Федерации (19 января 2010) — за оказание содействия и существенной помощи в организации и проведении избирательных кампаний[15].
- Медаль МИД Абхазии «За заслуги» (15 мая 2013)[16]

## Семья
Женат, имеет сына.
Дед (брат бабушки по матери) — Семён Никифорович Переверткин, Герой Советского Союза. Дядя (родной брат матери) — Геннадий Фёдорович Шпаликов, поэт и сценарист.